# L Corpo de Exército (Alemanha)
O L Corpo de Exército (em alemão: L Armeekorps) foi um corpo de Exército da Alemanha durante a Segunda Guerra Mundial, tendo atuado principalmente na frente oriental.

## Comandantes
| Comandante                                                                 | Data                                                    |
| -------------------------------------------------------------------------- | ------------------------------------------------------- |
| Generaloberst Georg Lindemann                                              | (1 de Outubro de 1940 - 16 de Janeiro de 1942)          |
| General der Kavallerie Philipp Kleffel                                     | (16 de Janeiro de 1942 - 3 de Março de 1942)            |
| General der Infanterie Herbert von Böckmann                                | (3 de Março de 1942 - 20 de Julho de 1942)              |
| General der Kavallerie Philipp Kleffel                                     | (20 de Julho de 1942 - 12 de Setembro de 1943)          |
| General der Infanterie Wilhelm Wegener                                     | (12 de Setembro de 1943 - 24 de Setembro de 1944) (KIA) |
| Generalleutnant Hans Böckh-Behrens                                         | (24 de Setembro de 1944 - 25 de Outubro de 1944)        |
| General der Gebirgstruppen Friedrich-Jobst Volckamer von Kirchensittenbach | (25 de Outubro de 1944 - 12 de Abril de 1945)           |
| Generalleutnant Erpo Freiherr von Bodenhausen                              | (12 de Abril de 1945 - 8 de Maio de 1945)               |

## Área de Operações
- Alemanha  (Outubro de 1940 - Abril de 1941)[1]
- Balcãs (Abril de 1941 - Junho de 1941)
- Frente Oriental, Setor Norte (Junho de 1941 - Outubro de 1944)
- Bolsão de Kurland (Outubro de 1944 - Maio de 1945)

## Serviço de Guerra
| Data           | Exército           | Grupo de Exércitos | Lugar       |
| -------------- | ------------------ | ------------------ | ----------- |
| Novembro 1940  | 2º Exército        | C                  | Heimat      |
| Janeiro 1941   | 2º Exército        | C                  | Heimat      |
| Março 1941     | 12º Exército       | OKH                | Bulgarien   |
| Junho 1941     | BdE                |                    |             |
| Julho 1941     | z. Vfg.            | Nord               |             |
| Julho 1941     | 16º Exército       | Nord               | Rußland     |
| Agosto 1941    | 9º Exército        | Mitte              | Smolensk    |
| Setembro 1941  | 4º Exército Panzer | Nord               | Leningrad   |
| Outubro 1941   | 18º Exército       | Nord               | Leningrad   |
| Janeiro 1942   | 18º Exército       | Nord               | Leningrad   |
| Outubro 1942   | 11º Exército       | OKH                | Leningrad   |
| Novembro 1942  | 18º Exército       | Nord               | Leningrad   |
| Janeiro 1943   | 18º Exército       | Nord               | Leningrad   |
| Janeiro 1944   | 18º Exército       | Nord               | Leningrad   |
| Abril 1944     | 16º Exército       | Nord               | Pleskau     |
| Julho 1944     | 18º Exército       | Nord               | Nordkurland |
| Outubro 1944   | 16º Exército       | Nord               | Nordkurland |
| Novembro 1944  | Kleffel            | Nord               | Kurland     |
| Dezembro 1944  | 16º Exército       | Nord               | Kurland     |
| Janeiro 1945   | 16º Exército       | Nord               | Kurland     |
| Fevereiro 1945 | 16º Exército       | Kurland            | Kurland     |
| Março 1945     | 18º Exército       | Kurland            | Kurland     |

## Ordem da Batalha
29 de Julho de 1941
- 253ª Divisão de Infantaria
- 251ª Divisão de Infantaria
- Arko 31

3 de Setembro de 1941
- Polizei-Division
- 269ª Divisão de Infantaria
- Arko 18

4 de Dezembro de 1941
- 121ª Divisão de Infantaria
- SS-Polizei-Division
- 58ª Divisão de Infantaria
- 269ª Divisão de Infantaria
- 122ª Divisão de Infantaria
- Arko 31

2 de Janeiro de 1942
- 96ª Divisão de Infantaria
- Parte da 8ª Divisão Panzer
- 121ª Divisão de Infantaria
- SS-Polizei-Division
- 58ª Divisão de Infantaria

24 de Junho de 1942
- Parte 5ª Divisão de Montanha
- SS-Division Norwegen
- 1/3 da 385ª Divisão de Infantaria
- Parte 285. Sicherungs-Division
- Maior parte da 225ª Divisão de Infantaria
- Maior parte da 212ª Divisão de Infantaria
- Arko 18

9 de Julho de 1942
- 225ª Divisão de Infantaria
- 212ª Divisão de Infantaria
- Kampfgruppe Jeckeln (Polizei-Bataillone 305, 306 e 310)
- 5ª Divisão de Montanha
- SS-Polizei-Division
- 121ª Divisão de Infantaria

14 de Agosto de 1942
- 225ª Divisão de Infantaria
- 58ª Divisão de Infantaria
- 215ª Divisão de Infantaria
- 2. SS-Brigade
- 121ª Divisão de Infantaria
- SS-Polizei-Division
- 12ª Divisão Panzer

14 de Novembro de 1942
- 225ª Divisão de Infantaria
- 58ª Divisão de Infantaria
- 215ª Divisão de Infantaria
- 2. SS-Brigade
- 9. Flak-Brigade (im Antransport)

22 de Dezembro de 1942
- SS-Brigade 2
- 215ª Divisão de Infantaria
- 9. Luftwaffen-Feld-Division
- 10. Luftwaffen-Feld-Division

7 de Julho de 1943
- 250ª Divisão de Infantaria
- 170ª Divisão de Infantaria
- 215ª Divisão de Infantaria
- Arko 18

26 de Dezembro de 1943
- 215ª Divisão de Infantaria
- 170ª Divisão de Infantaria
- 126ª Divisão de Infantaria
- Arko 18

15 de Abril de 1944
- VI. SS-Freiwilligen-Armeekorps
- 83ª Divisão de Infantaria
- 23ª Divisão de Infantaria
- 13. Luftwaffen-Feld-Division
- 218ª Divisão de Infantaria
- Arko 18

15 de Maio de 1944
- 69ª Divisão de Infantaria (reserva)
- 83ª Divisão de Infantaria
- 132ª Divisão de Infantaria
- 218ª Divisão de Infantaria
- Arko 18

14 de Junho de 1944
- 83ª Divisão de Infantaria
- 132ª Divisão de Infantaria
- 218ª Divisão de Infantaria
- Arko 18

16 de Setembro de 1944
- 126ª Divisão de Infantaria
- 122ª Divisão de Infantaria
- 32ª Divisão de Infantaria
- Arko 18

1 de Março de 1945
- 205ª Divisão de Infantaria
- 225ª Divisão de Infantaria
- 11ª Divisão de Infantaria
- Arko 18